# Spirama griseisigna
Spirama griseisigna là một loài bướm đêm trong họ Erebidae.